# نبي أباد (سردشت)
نبي أباد هي قرية في مقاطعة سردشت، إيران. عدد سكان هذه القرية هو 268 في سنة 2006.